# Plagiolepis chirindensis
Plagiolepis chirindensis är en myrart som beskrevs av Arnold 1949. Plagiolepis chirindensis ingår i släktet Plagiolepis och familjen myror. Inga underarter finns listade i Catalogue of Life.